# 1,2-Dioksan
1,2-Dioksan ili o-dioksan je hemijsko jedinjenje sa molekulskom formulom C4H8O2.